# 萨拉·厄尔默
萨拉·厄尔默（英語：Sarah Ulmer，1976年3月14日—），新西兰女子自行车运动员。她曾代表新西兰参加1996年、2000年和2004年夏季奥林匹克运动会自行车比赛，其中2004年夏季奥运会获得一枚金牌。